# Temporada 1992 de Fórmula 3000 Internacional
La temporada 1992 de Fórmula 3000 Internacional fue la 8.ª edición de dicha categoría. Comenzó el 10 de mayo en Silverstone y finalizó en Magny-Cours el 18 de octubre. Luca Badoer fue el ganador del Campeonato de Pilotos.

## Escuderías y pilotos
| Escudería           | N.º | Piloto              | Rondas    |
| ------------------- | --- | ------------------- | --------- |
| Pacific Racing      | 1   | Laurent Aïello      | Todas     |
| Pacific Racing      | 2   | Jordi Gené          | Todas     |
| Forti Corse         | 3   | Emanuele Naspetti   | 1-6       |
| Forti Corse         | 3   | Andrea Montermini   | 7-10      |
| Forti Corse         | 4   | Alessandro Zampedri | Todas     |
| Piquet Racing       | 5   | Olivier Beretta     | Todas     |
| DAMS                | 6   | Frédéric Gosparini  | 1-7       |
| DAMS                | 6   | Éric Hélary         | 8         |
| DAMS                | 6   | Jérôme Policand     | 9-10      |
| DAMS                | 7   | Jean-Marc Gounon    | Todas     |
| Il Barone Rampante  | 8   | Andrea Montermini   | 1-6       |
| Il Barone Rampante  | 8   | Pedro Chaves        | 7-10      |
| Il Barone Rampante  | 9   | Rubens Barrichello  | Todas     |
| Il Barone Rampante  | 10  | Fabiano Vandone     | 1-5       |
| Il Barone Rampante  | 10  | Giampiero Simoni    | 6-10      |
| 3001 International  | 14  | Hideki Noda         | Todas     |
| 3001 International  | 15  | Allan McNish        | 1, 3-8    |
| 3001 International  | 15  | Mark Skaife         | 9-10      |
| Paul Stewart Racing | 17  | Paul Stewart        | Todas     |
| Paul Stewart Racing | 18  | David Coulthard     | Todas     |
| CoBRa Motorsports   | 19  | Paolo Delle Piane   | Todas     |
| CoBRa Motorsports   | 20  | Guido Knycz         | 6-10      |
| Vortex Motorsport   | 21  | Phil Andrews        | Todas     |
| Vortex Motorsport   | 22  | Giuseppe Bugatti    | Todas     |
| GJ Motorsport       | 26  | Pedro Chaves        | 1-6       |
| GJ Motorsport       | 26  | Richard Dean        | 7         |
| GJ Motorsport       | 27  | Jérôme Policand     | 1-7       |
| Crypton Engineering | 28  | Michael Bartels     | Todas     |
| Crypton Engineering | 29  | Luca Badoer         | Todas     |
| Apomatox            | 30  | Olivier Panis       | Todas     |
| Apomatox            | 31  | Emmanuel Collard    | Todas     |
| Advance Racing      | 32  | Vittorio Zoboli     | 1-3, 5-10 |
| Piemme Motors       | 35  | Giambattista Busi   | 1, 4-10   |
| Superpower          | 36  | Steve Robertson     | 1, 3-10   |
| SC Lazio Oil        | 38  | Giovanni Bonanno    | 4-10      |
| Fuente:             |     |                     |           |

## Calendario
| Ronda | Circuito                                     | País        | Fecha         |
| ----- | -------------------------------------------- | ----------- | ------------- |
| 1     | Circuito de Silverstone, Silverstone         | Reino Unido | 10 de mayo    |
| 2     | Circuito de Pau-Ville, Pau                   | Francia     | 8 de junio    |
| 3     | Circuito de Barcelona-Cataluña, Montmeló     | España      | 21 de junio   |
| 4     | Autódromo de Pergusa, Pergusa                | Italia      | 12 de julio   |
| 5     | Hockenheimring, Hockenheim                   | Alemania    | 25 de julio   |
| 6     | Nürburgring, Nürburg                         | Alemania    | 23 de agosto  |
| 7     | Circuito de Spa-Francorchamps, Francorchamps | Bélgica     | 29 de agosto  |
| 8     | Circuito de Albacete, Albacete               | España      | 21 de junio   |
| 9     | Circuito Paul Armagnac, Nogaro               | Francia     | 11 de octubre |
| 10    | Circuito de Nevers Magny-Cours, Magny-Cours  | Francia     | 18 de octubre |

## Resultados
| Ronda   | Ronda             | Pole Position     | Vuelta rápida      | Piloto ganador    | Escudería ganadora  |
| ------- | ----------------- | ----------------- | ------------------ | ----------------- | ------------------- |
| 1       | Silverstone       | Jordi Gené        | Rubens Barrichello | Jordi Gené        | Pacific Racing      |
| 2       | Pau               | Andrea Montermini | Emanuele Naspetti  | Emanuele Naspetti | Forti Corse         |
| 3       | Barcelona         | Andrea Montermini | Emanuele Naspetti  | Andrea Montermini | Il Barone Rampante  |
| 4       | Pergusa           | Luca Badoer       | Luca Badoer        | Luca Badoer       | Crypton Engineering |
| 5       | Hockenheim        | Luca Badoer       | Luca Badoer        | Luca Badoer       | Crypton Engineering |
| 6       | Nürburgring       | Emanuele Naspetti | Rubens Barrichello | Luca Badoer       | Crypton Engineering |
| 7       | Spa-Francorchamps | Andrea Montermini | Andrea Montermini  | Andrea Montermini | Forti Corse         |
| 8       | Albacete          | Luca Badoer       | Andrea Montermini  | Andrea Montermini | Forti Corse         |
| 9       | Nogaro            | Luca Badoer       | Luca Badoer        | Luca Badoer       | Crypton Engineering |
| 10      | Magny-Cours       | Luca Badoer       | David Coulthard    | Jean-Marc Gounon  | DAMS                |
| Fuente: |                   |                   |                    |                   |                     |

## Clasificaciones

### Sistema de puntuación
| Posición | 1.º | 2.º | 3.º | 4.º | 5.º | 6.º |
| Puntos   | 9   | 6   | 4   | 3   | 2   | 1   |
| Fuente:  |     |     |     |     |     |     |

### Campeonato de Pilotos
| Pos.    | Piloto              | SIL | PAU | BAR | PER | HOC | NÜR | SPA | ALB | NOG | MAG | Puntos |
| ------- | ------------------- | --- | --- | --- | --- | --- | --- | --- | --- | --- | --- | ------ |
| 1       | Luca Badoer         | 5   | 6   | 6   | 1   | 1   | 1   | Ret | 2   | 1   | Ret | 46     |
| 2       | Andrea Montermini   | Ret | Ret | 1   | 3   | 9   | Ret | 1   | 1   | 4   | Ret | 34     |
| 3       | Rubens Barrichello  | 2   | 3   | 2   | Ret | 6   | 3   | 5   | 6   | 6   | 5   | 27     |
| 4       | Michael Bartels     | Ret | 2   | Ret | 4   | 2   | 2   | 3   | Ret | Ret | DSQ | 25     |
| 5       | Jordi Gené          | 1   | Ret | 3   | Ret | 5   | 8   | 2   | Ret | 8   | 10  | 21     |
| 6       | Jean-Marc Gounon    | 4   | Ret | Ret | Ret | Ret | 6   | 9   | 16† | 2   | 1   | 19     |
| 7       | Emanuele Naspetti   | 6   | 1   | 16† | 2   | 4   | Ret |     |     |     |     | 19     |
| 8       | Emmanuel Collard    | Ret | Ret | 4   | Ret | 12  | 4   | DNQ | 3   | 15  | 4   | 13     |
| 9       | David Coulthard     | 7   | Ret | 8   | Ret | Ret | 7   | 4   | 7   | 3   | 3   | 11     |
| 10      | Olivier Panis       | 3   | Ret | 7   | Ret | 20  | Ret | Ret | Ret | Ret | 2   | 10     |
| 11      | Allan McNish        | Ret |     | 5   | Ret | 3   | Ret | 12  | 5   |     |     | 8      |
| 12      | Alessandro Zampedri | Ret | Ret | 11  | 5   | 7   | Ret | 7   | 8   | 5   | Ret | 4      |
| 13      | Paul Stewart        | 8   | 11  | 9   | 8   | 16  | 10  | 11  | 4   | Ret | Ret | 3      |
| 14      | Vittorio Zoboli     | Ret | 4   | 12  |     | 14  | 12  | 15  | 13  | 12  | Ret | 3      |
| 15      | Laurent Aïello      | Ret | Ret | 15† | 11  | 10  | 5   | 6   | 15† | 7   | Ret | 3      |
| 16      | Giuseppe Bugatti    | DNS | 5   | Ret | Ret | 8   | Ret | 14  | DNQ | Ret | Ret | 2      |
| 17      | Giampiero Simoni    |     |     |     |     |     | Ret | 10  | 9   | Ret | 6   | 1      |
| 18      | Jérôme Policand     | Ret | Ret | Ret | 6   | 19† | Ret | 13  |     | 13  | Ret | 1      |
| 19      | Phil Andrews        | 12  | 7   | 10  | 9   | 11  | DNQ | 18  | 10  | 14  | Ret | 0      |
| 20      | Pedro Chaves        | Ret | 9   | Ret | 7   | 13  | 13  | DNQ | 11  | 10  | Ret | 0      |
| 21      | Steve Robertson     | Ret |     | DNQ | Ret | 18  | Ret | DNS | Ret | 11  | 7   | 0      |
| 22      | Frédéric Gosparini  | Ret | 8   | Ret | Ret | Ret | 11  | 16  |     |     |     | 0      |
| 23      | Hideki Noda         | Ret | DNQ | Ret | Ret | DNS | 14  | 17  | 12  | Ret | 8   | 0      |
| 24      | Giovanni Bonanno    |     |     |     | Ret | 15  | Ret | 8   | DNQ | Ret | Ret | 0      |
| 25      | Olivier Beretta     | 9   | Ret | Ret | Ret | Ret | 9   | Ret | 17† | 9   | Ret | 0      |
| 26      | Guido Knycz         |     |     |     |     |     | DNQ | Ret | 14  | Ret | 9   | 0      |
| 27      | Fabiano Vandone     | 10  | Ret | 14  | 10  | 17  |     |     |     |     |     | 0      |
| 28      | Paolo Delle Piane   | 11  | 10  | 13  | Ret | Ret | 15  | Ret | Ret | Ret | Ret | 0      |
| 29      | Mark Skaife         |     |     |     |     |     |     |     |     | 16  | Ret | 0      |
| NC      | Giambattista Busi   | Ret |     |     | Ret | Ret | Ret | Ret | Ret | DNS | Ret | 0      |
| NC      | Richard Dean        |     |     |     |     |     |     | Ret |     |     |     | 0      |
| NC      | Éric Hélary         |     |     |     |     |     |     |     | Ret |     |     | 0      |
| Pos.    | Piloto              | SIL | PAU | BAR | PER | HOC | NÜR | SPA | ALB | NOG | MAG | Puntos |
| Fuente: |                     |     |     |     |     |     |     |     |     |     |     |        |

| Color     | Resultado                                                               |
| --------- | ----------------------------------------------------------------------- |
| Oro       | Ganador                                                                 |
| Plata     | 2.ª plaza                                                               |
| Bronce    | 3.ª plaza                                                               |
| Verde     | Finalizó en los puntos                                                  |
| Azul      | Finalizó sin puntos                                                     |
| Azul      | NC - No clasificado                                                     |
| Violeta   | Ret - No terminó (Carrera)                                              |
| Rojo      | DNQ - No se clasificó                                                   |
| Negro     | DSQ - Descalificado                                                     |
| Blanco    | DNS - No empezó (carrera)                                               |
| Blanco    | WD - Retirado (fin de semana)                                           |
| Blanco    | C - Carrera cancelada                                                   |
| Sin color | DNP - Inscrito pero no participó                                        |
| Sin color | INJ - Lesionado                                                         |
| Sin color | EX - Excluido                                                           |
| Estado    | Resultado                                                               |
| Negrita   | Pole position                                                           |
| Cursiva   | Vuelta rápida                                                           |
| †         | Abandona, pero clasifica al completar el porcentaje requerido para ello |